# David Michael Kennedy
Pour les articles homonymes, voir David Kennedy (homonymie) et Kennedy.
David Michael Kennedy (né le 22 juillet 1941 à Seattle) est un historien américain, spécialiste de l'histoire des États-Unis. Il est professeur émérite d'histoire à l'université Stanford. Il remporte le prix Pulitzer d'histoire en 2000 pour son ouvrage Freedom from Fear: The American People in Depression and War, 1929-1945, publié l'année précédente.

## Biographie
Né à Seattle le 22 juillet 1941, David M. Kennedy obtient son diplôme d'histoire à Stanford, et son master et son doctorat à l'université Yale. Il est membre de l'Académie américaine des arts et des sciences.
Kennedy est à l'origine de l'édition récente de The American Pageant (en). Il dirige la collection Oxford History of the United States, créée par C. Vann Woodward. Il remporte en 1971 le prix Bancroft pour son premier ouvrage intitulé Birth Control in America: The Career of Margaret Sanger, et est finaliste du prix Pulitzer d'histoire en 1981 pour World War I, Over Here: The First World War and American Society, publié en 1980. Il obtient finalement ce prix en 2000 pour son ouvrage Freedom from Fear: The American People in Depression and War, 1929-1945, publié en 1999.

## Publications
- Birth Control in America: The Career of Margaret Sanger (1970)
- Social Thought in America and Europe, avec Paul A. Robinson (1970)
- Progressivism: The Critical Issues, direction (1971)
- The American People in the Depression (1973)
- The American People in the Age of Kennedy (West Haven: Pendulum Press, 1973)
- The American Pageant: A History of the Republic, coauteur avec Thomas A. Bailey (en) et Lizabeth Cohen (1979; 14e édition 2010).
- Over Here: The First World War and American Society (1980)
- Power and Responsibility: Case Studies in American Leadership, directeur avec Michael Parrish (1986)
- The American Spirit: United States History as Seen by Contemporaries, directeur avec Thomas A. Bailey (1983)
- Freedom from Fear: The American People in Depression and War, 1929-1945 (1999) (Volume 9 de la Oxford History of the United States)

## Récompenses
- Prix John Gilmary Shea, 1970
- Prix Bancroft, 1971
- Prix Pulitzer d'histoire, 2000
- Prix Francis Parkman, 2000
- Ambassador's Prize, 2000
- California Gold Medal for Literature, 2000